# Маяк острова Оак
Маяк острова Оак (англ. Oak Island Light) — маяк Северной Каролины, один из самых мощных маяков в мире, расположен на острове Оак, входит в систему Береговой охраны США. Помогает навигации в устье реки Кейп-Фир и по водам у мыса Фир, где находятся опасные мели Фраинг-Пэн. Высота маяка — 51,5 метра. Заменил снесённый позже металлический маяк Кейп-Фир. 17-й по высоте маяк страны.

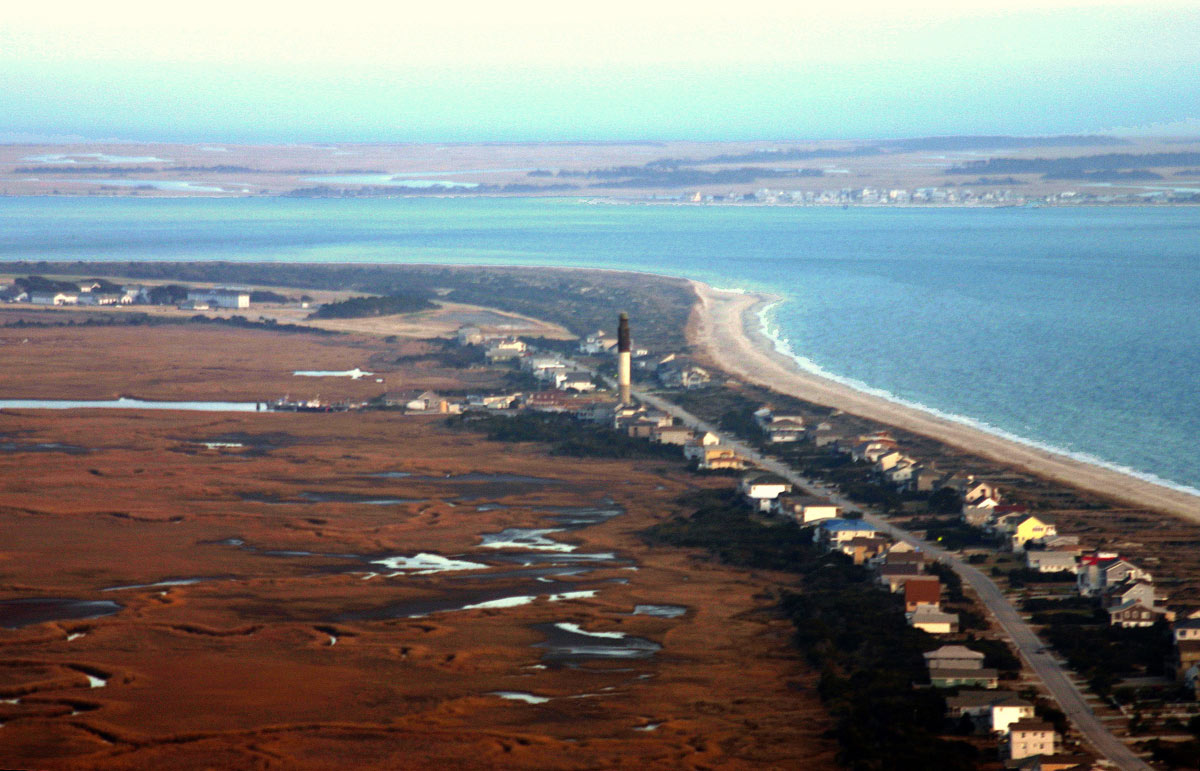
Вид на маяк острова Оак с высоты птичьего полёта.